# Госьценциці
Госьценциці (пол. Gościęcice) — село в Польщі, у гміні Стшелін Стшелінського повіту Нижньосілезького воєводства.
Населення — 526 осіб (2011).
У 1975-1998 роках село належало до Вроцлавського воєводства.

## Демографія
Демографічна структура станом на 31 березня 2011 року:
|          | Загалом | Допрацездатний вік | Працездатний вік | Постпрацездатний вік |
| -------- | ------- | ------------------ | ---------------- | -------------------- |
| Чоловіки | 258     | 51                 | 178              | 29                   |
| Жінки    | 268     | 48                 | 161              | 59                   |
| Разом    | 526     | 99                 | 339              | 88                   |